# Huasca de Ocampo (község)
Huasca de Ocampo község Mexikó Hidalgo államának keleti részén. 2010-ben lakossága kb. 17 200 fő volt, ebből mintegy 540-en laktak a községközpontban, Huasca de Ocampóban, a többi lakos a község területén található 62 kisebb-nagyobb településen élt.

## Fekvése
A Hidalgo állam keleti részén fekvő, Veracruz állammal is határos község teljes területe a Vulkáni-kereszthegységhez tartozik. Középső részén egy szélesebb, kis magasságkülönbségekkel rendelkező fennsík húzódik, melyet északról egy mély folyóvölgy, a Venado völgye határol, délen viszont magas hegyek emelkednek, melyek a község legdélebbi részein a 3000 m-es magasságot is meghaladják. A község közepén elterülő San Antonio Regla-víztározóból a kedvelt turistalátványosságot jelentő Santa María Regla-i bazaltoszlopokon keresztül zúdul le a víz az északi völgy felé vezető szakadékba.
A község területének 50%-án folyik növénytermesztés, kb. 21%-ot rétek, legelők foglalnak el, 27%-ot pedig (főként a hegyeken) erdők borítanak.

## Élővilág
A szántókon, ültetvényeken termesztett növényeken (különféle zöldségek, gyülömcsök, kukorica, bab, árpa, csillagfürt) kívül is változatos a község növényvilága. Leggyakoribb fajai az azték jegenyefenyő és más különböző fenyők, a magyaltölgy, a Montezuma-ciprus, a mexikói babér (Litsea glaucescens), a madroño, a quebrantahacha, a manzanillo és a popatlan.
Állatai közül jellemző fajok az amerikai borz, a különböző mókusok, nyulak, az észak-amerikai macskanyérc, az oposszumok, rókák, övesállatok, a vörös hiúz, a gepárd, a tasakospatkány-félék, sasok, kaméleonok és gyíkok. Ezenkívül tenyésztenek juhot, kecskét, sertést, pulykát és lovat is, valamint a méhészkedés is jellemző.

## Népesség
A község lakóinak száma a közelmúltban többnyire növekedett, bár volt olyan időszak is, amikor csökkent. A változásokat szemlélteti az alábbi táblázat:
| Év   | Lakosság |
| ---- | -------- |
| 1990 | 13 993   |
| 1995 | 15 024   |
| 2000 | 15 308   |
| 2005 | 15 201   |
| 2010 | 17 182   |

## Települései
A községben 2010-ben 63 lakott helyet tartottak nyilván, melyek többnyire kis falvak, de az 1-2 házból álló helységek ritkák. A jelentősebb települések:
| Település                          | Lakosság (2010) |
| ---------------------------------- | --------------- |
| Río Seco Puente de Doria           | 1215            |
| Tlaxocoyucan                       | 1188            |
| San José Ocotillos                 | 1040            |
| Santo Tomás Allende                | 964             |
| San Miguel Regla                   | 946             |
| San Pablo Ojo de Agua              | 809             |
| Santo Domingo Agua Zarca           | 722             |
| Huasca de Ocampo (községközpont)   | 538             |
| La Loma                            | 511             |
| Ojo de Agua                        | 506             |
| Cacaloapan (San Miguel Cacaloapan) | 476             |
| San José Cacaloapan                | 464             |
| San Jerónimo                       | 463             |
| Los Reyes Tepezala                 | 406             |
| La Cañada                          | 374             |
| El Peral                           | 354             |
| Cerritos                           | 323             |
| El Jilotillo                       | 320             |
| La Palma                           | 308             |
| San Lorenzo el Zembo (El Zembo)    | 304             |